# Boudewijn van Ibelin
Boudewijn van Ibelin (ook wel Boudewijn III van Ramla) (overleden 1187) was heer van Ibelin, Mirabel en Ramla. Hij was een belangrijk edelman in het tijdperk van het koninkrijk Jeruzalem. 
Boudewijn was een zoon van Barisan van Ibelin en Helvide van Ramla; hij had een oudere broer Hugo van Ibelin en een jongere broer Balian van Ibelin. In 1176 overleed zijn oudere broer Hugo en Boudewijn erfde de burcht Ibelin. Omdat hij al enkele titels bezat schonk hij Ibelin aan zijn jongere broer Balian. Hij was aanwezig met zijn jongere broer bij de Slag bij Montgisard in 1177 die succesvol verliep, maar in 1179 bij de slag van Marj Uyun werd Boudewijn gevangengenomen, maar later vrijgekocht door Manuel I Komnenos. Aan het hof was hij een invloedrijke onderhandelaar en wist een huwelijk tussen Filips van de Elzas en Sibylla van Jeruzalem te verijdelen, ook vormde hij een alliantie met Raymond III van Tripoli, eerst tegen Milos van Plancy en later tegen Guy van Lusignan, die ze niet als koning wilden dulden.
Boudewijn zag als een van de eerste edelen in dat het koninkrijk Jeruzalem een vrije val aan het doormaken was, na de aanstelling van Guy van Lusignan als koning. Teleurgesteld vertrok hij vanuit Jeruzalem naar Antiochië om daar in ballingschap verder te leven en overleed circa 1187. Zijn bezittingen en zijn zoon Thomas liet hij achter onder de hoede van zijn broer Balian.

## Huwelijken en kinderen
Boudewijn huwde drie keer;
- 1. met Richilde de Bethsan, voor of in 1157, gescheiden of geannuleerd in 1174; ze hadden drie kinderen:
  - Thomas van Ibelin (geb. c. 1175 – overleden in of c. 1188), heer van Ramla, was ongetrouwd en zonder nageslacht
  - Eschive van Ibelin (geb. c. 1160 – Cyprus in de winter 1196/1197), huwde met Amalrik van Lusignan rond 29 oktober 1175; koningin-consort van Cyprus (1194-1196), moeder van Hugo I van Cyprus.
  - Stephanie van Ibelin, huwde voor november 1175 met Amalrik of Amaury, viscont van Nablus

- 2. met Isabelle of Elizabeth Gothman, huwelijk rond 1175, (overl. 1177 of 1178), Geen of niet bekend nageslacht.

- 3. met Maria, dochter van Renier, constable van Tripoli, huwden na april 1180, (overl. na 1228), geen of niet bekend nageslacht.

Wapen van Ibelin